# Сабик
Сабик — посёлок в Шалинском районе Свердловской области России. Входит в Шалинский муниципальный округ.
Ранее посёлок был центром Сабиковского сельсовета Шалинского района.

## География
Посёлок Сабик расположен в 31 километре (по автодорогам в 38 километрах) к востоко-юго-востоку от посёлка Шаля и в 107 километрах к западо-северо-западу от Екатеринбурга. Сабик находится в лесной местности, по обоим берегам реки Талой — левого притока реки Утки. В посёлке расположена станция Сабик Свердловской железной дороги. В северо-восточной части посёлка имеется небольшой пруд, обустроенный родник Жар-птица с фигурой глухаря на деревянном срубе.

## История
Посёлок Сабик основан в 1907—1908 годах в связи со строительством железной дороги. Станция Сабик появилась в 1909 году, когда была построена ветка Пермь — Кунгур — Кузино — Екатеринбург. Участок от Кунгура до Кузина строился частным подрядчиком Половинкиным. В 1909 году были пущены первые рабочие поезда. В окрестностях посёлка располагались Северные, Становские, Васильевские и Баские углепечи, которые снабжали углём уральские заводы.
Первичным считают название горы Сабик — самой значительной вершины этих мест. Топоним может восходить к обско-угорским языкам (сравни хантыйское сапык, сапек, сопек, мансийское сопак — «сапог» — слово это является старым заимствованием из русского). По другой версии, в переводе с башкирского название горы значит «Рубленная» (башкирское сабыу — «рубить», -ык — суффикс), так её могли поименовать по «рубленным», скошенным склонам.
В конце 1930-х годов население бесперспективных деревень Шаня, Берлога, Хутора, Головановский, Затесовский, Серковский, Кабанка переселились в посёлок Сабик.
В 1937 году в пристанционном посёлке Сабик открываются изба-читальня, школа, медпункт и клуб, в который на общественные деньги была куплена киноустановка. В 1935 году была организована комсомольская организация (первыми комсомольцами были Феденёв Николай Михайлович и Ярин Александр Петрович). В 1956 году был организован Сабиковский сельский Совет.

## Школа
Сабиковская школа была основана в 1938—1939 годах как «Школа № 67 станции Сабик Свердловской железной дороги» и до 1957 года оставалась начальной, в 1957—1960 годах — семилетняя, в 1960—1967 годах — восьмилетняя, в 1967—1970 годах — средняя, в 1970—1991 годах — опять восьмилетняя, в 1991—2011 годах — девятилетняя. С ноября 2011 года школа в результате реорганизации была присоединена к «Шалинской СОШ № 90», став филиалом МКОУ ШГО «Шалинская СОШ № 90» — «Сабиковская ООШ».

## Инфраструктура
На территории посёлка Сабик расположены: Сабиковское лесничество, детский сад № 21, фельдшерско-акушерский пункт, аптечный пункт второй категории на базе Сабиковского ФАПа, Сабиковское почтовое отделение связи, участок Кузинской дистанции службы пути, тяговая подстанция, Сабиковская сельская библиотека, Сабиковский сельский дом культуры, четыре магазина.

## Население
| 2002 | 2010 | 2021 |
| ---- | ---- | ---- |
| 620  | ↘591 | ↘381 |

Национальный состав населения посёлка составляют русские и татары, в соотношении примерно 3:1, башкиры, украинцы, мордва, марийцы, литовцы, карело-финны, белорусы, поляки, болгары, удмурты, чуваши, ханты, корейцы.